# Сьєрра
Сьє́рра — високогір'я Анд у Перу. Перуанські Анди, що досягають 320 км завширшки, займають понад третину площі країни; їх вершини досягають висоти 5500 м над рівнем моря.
Численні гірські хребти видовжені з північного заходу на південний схід. Десять вершин підіймаються вище за 6100 м, а найвища з них — Гуаскаран — досягає 6768 м. У південній частині є вулкани, найвідоміший з них — конус, що підноситься над містом Арекіпа — пік Місті (5822 м).
Східні схили Анд, на яких випадають рясні дощі, розчленовані глибоко розрізаними долинами річок і утворюють хаотичне нагромадження гострих гребенів, що чергуються з каньйонами глибиною до 3000 м; тут беруть початок декілька великих приток річки Амазонки. Ця область різко і глибоко розчленованого рельєфу представляє найбільші труднощі при перетині Анд. Тут живуть індіанці, що використовують під посіви вузькі смуги родючої землі на днищах річкових долин і в нижніх частинах схилів.
На кордоні Перу і Болівії, на відмітці 3812 м над рівнем моря, є високогірне озеро Тітікака; це — найбільше з високогірних озер, має площу 8446 км², 59 % його акваторії належить Перу.